# Kanarenenzian
Der Kanarenenzian (Ixanthus viscosus) ist die einzige Pflanzenart der monotypischen Gattung Ixanthus und gehört zur Familie der Enziangewächse (Gentianaceae). 

## Beschreibung

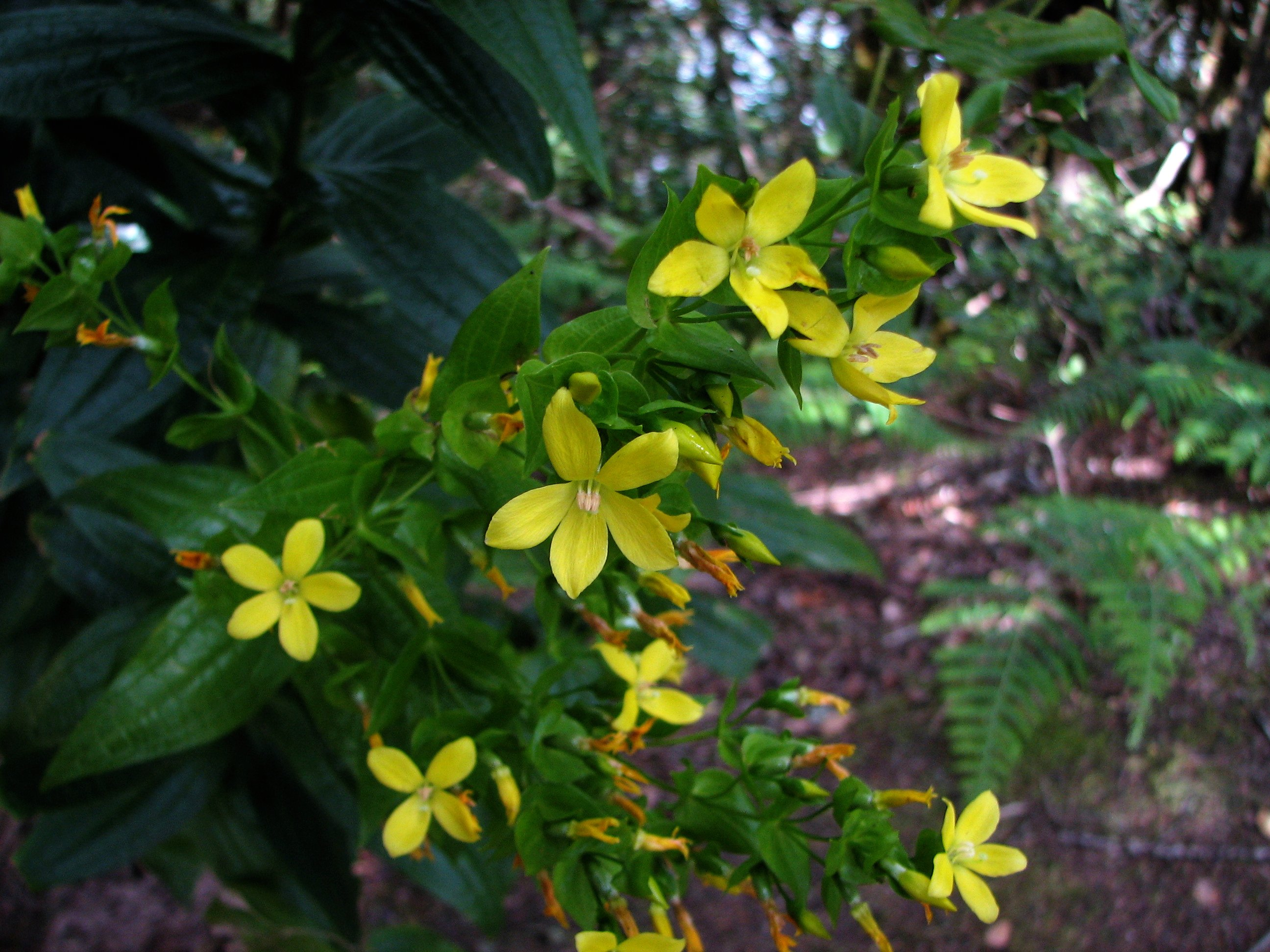
Blütenstand

Die mehrjährige krautige Pflanze erreicht Wuchshöhen zwischen 80 und 200 Zentimetern. Die kräftige, klebrige Pflanze ist meist am Grund etwas verholzt. Die ganzrandigen Laubblätter sind gegenständig angeordnet und am Grund herzförmig. Die Blätter weisen drei parallele Hauptnerven auf und sind von spitz eilanzettlicher Form. 
Die gelben Blüten werden von auffälligen, blattartigen Hochblättern gestützt, die basal etwas untereinander verwachsen sind. Die Blüten sitzen in großen rispigen Blütenständen. Der Kelch ist glockenförmig mit fünf spitzen Zipfeln. Blütezeit ist von April bis Juni. Die Frucht ist eine vielsamige, etwas fleischige Kapsel, die schwarze Samen enthält.
Die Chromosomenzahl beträgt 2n = etwa 70.

## Vorkommen
Ixanthus viscosus wächst nur in den Lorbeerwäldern der Kanarischen Inseln, mit Ausnahme von Lanzarote und Fuerteventura.